# TMS9918

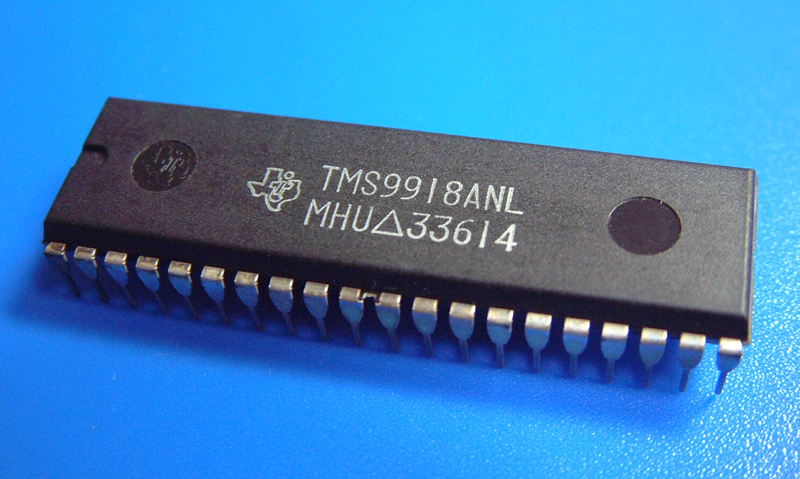
VDP TMS9918A

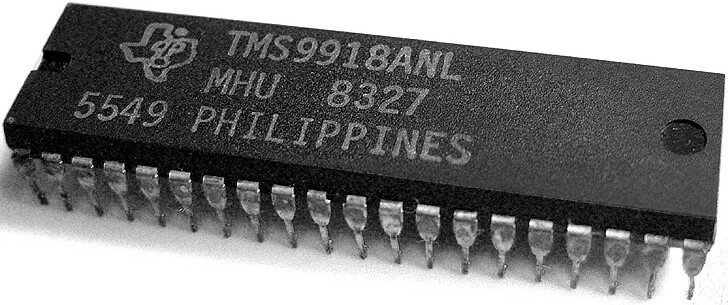
VDP TMS9918A

TMS9918はテキサス・インスツルメンツ(TI)社製の画面表示プロセッサー(VDP)。
元々は1979年に発売された同社のTI-99/4に搭載する為に開発された表示プロセッサである。1981年にTI-99/4Aに搭載されたTMS9918Aはビットマップ描画モード（グラフィックモード2）が追加され、表示用の汎用パーツとして後述するようなゲーム機や低価格帯のパーソナルコンピュータに採用され、PALやRGB出力に対応した様々な製品バリエーションが作られた。
狭義の意味ではTMS9918は初代を指すが、実際に外販され普及した物はTMS9918Aであることから、Aの付いた2世代目もTMS9918と呼ばれることが多く見られる。
上位互換チップとして、MSXパソコンで採用されたV9938とV9958、セガ・マークIIIの画像チップ315-5124がある。

## 主な仕様
- 解像度: 256ドット×192ライン
- 画面モード
  - 横6ドット×縦8ドット単色キャラクター40文字×24行
仕様書では「テキストモード」と呼ばれる。
    - キャラクターグラフィック(PCG): 16色中2色
    - キャラクターパターン: 256種類。8×8ドットで定義されるが、画面表示されるのは左側6ドットのみで、右端側2ドットは表示されない。

  - 横8ドット×縦8ドット単色キャラクター32文字×24行
仕様書では「グラフィックモード1」と呼ばれる。
    - キャラクターグラフィック(PCG): 8キャラクターセットごとに16色中2色
    - キャラクターパターン: 256種類

  - 横8ドット×縦8ドットカラー32文字×24行
仕様書では「グラフィックモード2」と呼ばれる、TMS9918Aで追加されたモード。
    - キャラクターグラフィック(PCG): 横8ドット中に16色中2色
    - キャラクターパターン: 画面の上段・中段・下段（各64ライン）ごとに256種類
    - 768種類のキャラクターパターンを32×24の配列で敷き詰めることで256×192ドットのビットマップ描画が可能となる

  - 横4ドット×縦4ドット相当のブロックキャラクタモード64ピクセル×48ライン
仕様書では「マルチカラーモード」と呼ばれる。
- スプライト機能: 8×8ドットまたは16×16ドット、16色中単色、一画面中に32枚。横1ラインに優先度順に4枚まで同時表示可能、5枚目以降は表示されない[1]。全スプライトパターンを縦横2倍に拡大表示するモードも選択可能。スプライト同士の衝突検出機能あり。スプライトの一つを画面外の特定ラインに配置することで一斉消去する機能あり。スプライトと背景キャラクターの優先順位は指定できず、常にスプライトが手前に表示される。
- カラーパレット機能: なし（固定15色+透明色のみ）
- ハードウェアスクロール機能: なし
- ビデオメモリ: 最大16KiB。CPUからはVDPを通じてVRAMにアクセス可能。DRAMリフレッシュ機能があり、DRAMを直接接続可能。
- 映像出力: NTSC（コンポジット映像信号）。RGBは無し。
- 40ピンDIPパッケージ[1]

## 製品バリエーション

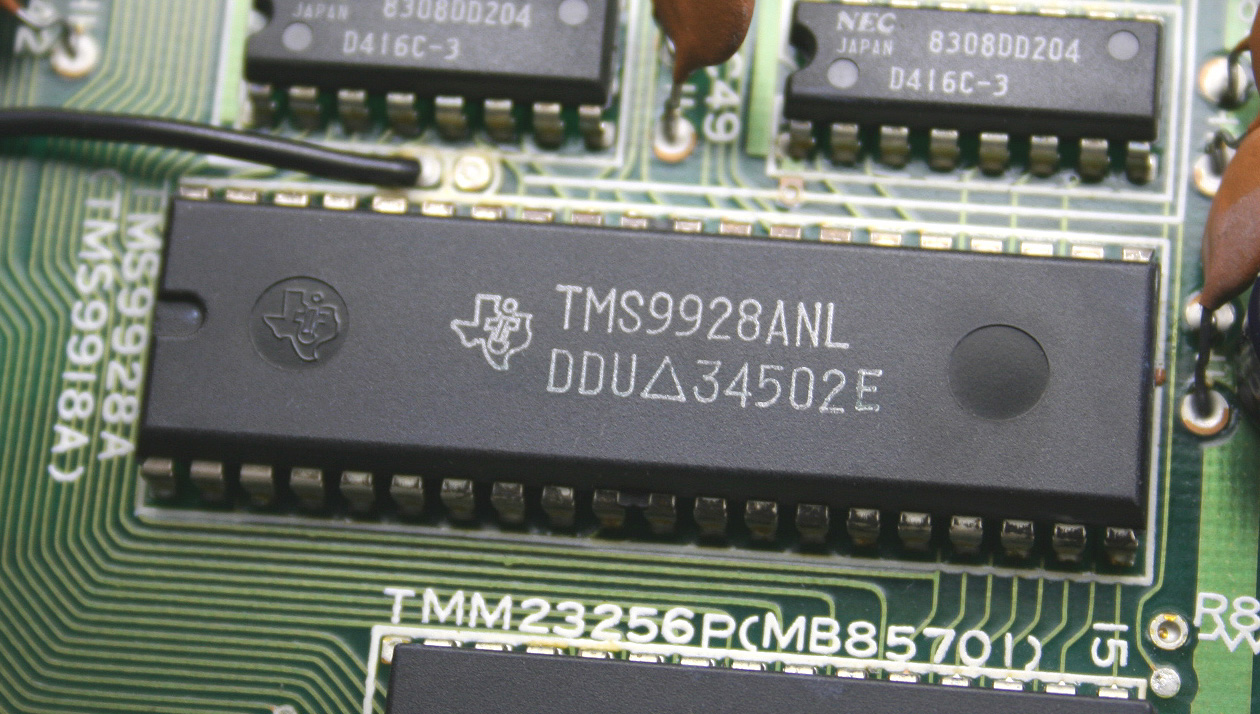
VDP TMS9928A

- TMS9928：TMS9918の映像出力を色差出力 RGB相当（R-Y,B-Y,Y）にしたもの。
- TMS9929：TMS9918の映像出力をPALにしたもの

上記製品のセカンドソースとして、Western Digital社製のWD9918,WD9928、WD9929がある。
TMS9918,TMS9928,TMS9929の互換品として、仕様は同じで、DRAM一つ当たりの容量を4倍にし、チップの点数を減らしたTMS9118（NTSC出力）,TMS9128（RGB相当、R-Y,B-Y,Y出力）,TMS9129（PAL出力）などがあり、後期のMSX1やアーケードゲーム基板などに搭載されている。
カラーセットは全て一緒であるが、チップ毎にテレビに出力した際の色合いに若干の差異がある。

## 互換品
- T6950　東芝製。この設計品はT7937などの複合チップにハードマクロセル[2]としても使われた。
- F18A　原則としてコンポジット出力しかないTMS9918をFPGAで代替し、VGA端子でRGB出力させる同人製ハードウェア[3]。今後はDisplayPortに対応予定。

## 搭載された機種
パーソナルコンピュータ
- テキサス・インスツルメンツ：TI-99/4A
- トミー：ぴゅう太
- ソード：M5
  - タカラ：ゲームパソコン
- カシオ：PV-2000（楽がき）
- スペクトラビデオ：SV-318, SV-328
- セガ：SC-3000
- MSX

ゲーム機
- コレコ：コレコビジョン
- チェリコ：クリエイトビジョン
- 日本物産：マイビジョン
- セガ：SG-1000
  - ツクダオリジナル：オセロマルチビジョン